# Diana (Rozvadov)
Diana (do roku 1948 Dianaberg) je malá vesnice, část obce Rozvadov v okrese Tachov v Plzeňském kraji. Nachází se asi 4,5 kilometru jihovýchodně od Rozvadova. Diana leží v katastrálním území Rozvadov o výměře 31,51 km².

## Historie
První písemná zmínka o vesnici pochází z roku 1742. Hlavním zdrojem práce byla místní sklárna, na jihovýchodě stála panská obora. Když se majitelem panství stal hrabě Jindřich Kolowrat-Krakowský, založil zde roku 1930 velký dřevozpracující podnik, který dodával opracovaný materiál pro stavby dřevěných domků. Podnik zaměstnával 600 dělníků a sváželo se sem dřevo z 6800 hektarů okolních lesů. Tento podnik spolu s velkou části vsi zanikl po nuceném vysídlení Němců ve 40. letech 20. století.

## Obyvatelstvo
| Rok            | 1869 | 1880 | 1890 | 1900 | 1910 | 1921 | 1930 | 1950 | 1961 | 1970 | 1980 | 1991 | 2001 | 2011 | 2021 |
| -------------- | ---- | ---- | ---- | ---- | ---- | ---- | ---- | ---- | ---- | ---- | ---- | ---- | ---- | ---- | ---- |
| Počet obyvatel | 205  | 179  | 157  | 167  | 187  | 193  | 179  | 232  | 167  | 189  | 131  | 100  | 29   | 27   | 13   |
| Počet domů     | 43   | 18   | 15   | 16   | 16   | 15   | 18   | 16   | 16   | 18   | 12   | 16   | 12   | 11   | 11   |

## Obecní správa
Při sčítání lidu v letech 1850–1959 Diana byla osadou obce Nová Ves v okrese Tachov. Od roku 1960 je částí obce Rozvadov v okrese Tachov.

## Pamětihodnosti
Na okraji vesnice stojí zámek Diana založený Kolovraty v první polovině osmnáctého století.